# Sand
 For alternative betydninger, se Sand (flertydig). (Se også artikler, som begynder med Sand)
Sand er en jordtype, der består af partikler, som har en diameter mellem 0,002 og 2 mm. Sand kan findes i helt ren, dvs. sorteret form, når det er aflejret af vand (strandsand og flodsand) eller vind (sandklitter). Det kan også findes blandet med partikler af andre kornstørrelser, når det er aflejret af is (sandmoræne, bakkesand). Almindeligt hvidt strandsand består af ca. 95% kvarts og har derfor næsten samme massefylde som kvarts; ca. 2,65.
Sand kan bestå af slidte partikler, og i så fald er materialet skridende og løst at gå i, eller det kan bestå af korn med skarpe kanter, og så kan det pakkes og blive fast at gå i.
I Dansk Standard 404 nomenklatur for sand-, grus- og stenmaterialer er den geotekniske betegnelse for sand en kornstørrelse på 0,06-2 mm.
Sand er et granulært materiale.

## Typer
- Kvartssand, sand med et højt indhold af kvarts
- Strandsand indvindes fra havbunden. Består af alle bjergarter i ligelig fordeling. Havets påvirkning har slebet kornene og gjort sandet afrundet og blødt. Anvendes til finpuds.
- Bakkesand/skarpt sand Indvindes fra grusgrave. Består af alle bjerarter i ligelig fordeling. Kornene er ikke slebet og derfor skarpkantede. Bakke- sand pakker sig derfor godt, og kan i den mest optimale fordeling og beskaffenhed være særdeles stærkt. Anvendes som grundbasis i mørtel og støbematerialer såvel kalkbaserede som lerbaserede. anvendes som tilslag i næsten alle slags murematerialer, sammen med andre fraktioner og typer. Afretningslag og klaplag.
  - Støbesand Støbesand er en type bakkesand, som er ekstraordnær skarpt og velblandet. Godt støbesand bruges bl.a som skulptursand, da det har en rigtig god sammenhængskraft.[2]